# Barbalissos
Eski Meskené, désignée à l'époque romaine et byzantine sous le nom de Barbalissos, puis à l'époque musulmane sous celui de Bâlis ou Kalat Bâlis, est une ancienne ville de Syrie sur la rive occidentale de l'Euphrate, à 7,5 km au nord-est de Maskanah, l'ancienne Emar, dans le gouvernorat d'Alep. 
Vers 253-256, le roi des rois sassanide Chapour Ier remporte sur les Romains la bataille de Barbalissos (en) où il bat une armée romaine de 60 000 hommes : cette victoire lui permet de piller toute la Syrie romaine.
Sous l'Empire byzantin, Barbalissos est entourée par un rempart garni de tours dont certains murs seront encore visibles en 1930. La tour nord abrite un prétoire, siège de l'administration. 
Selon Al-Waqidi, la ville s'est rendue sans combat aux armées de Khalid ibn al-Walid pendant la conquête musulmane du Levant. Après, la ville, appelée Balesh ou Beit Belesh en araméen, est le siège d'un petit évêché de l'Église syriaque. Le rempart est restauré sous les Ayyoubides (XIIe – XIIIe siècle). 
Au XVIIe siècle, Bâlis est le chef-lieu d'un sandjak (district) de l'Empire ottoman, dépendant du pachalik d'Alep.
Décrit par les voyageurs occidentaux à partir de 1832, le site d'Eski Meskené, l'ancienne Bâlis, fait l'objet de relevés par l'archéologue allemand Ernst Herzfeld au début du XXe siècle, puis de fouilles d'urgence entre 1970 et 1973, portant principalement sur les niveaux de la période médiévale. Son emplacement est ensuite recouvert  en grande partie par les eaux du lac Al-Assad à la suite la construction du barrage de Tabqa. Deux tours du rempart byzantin, restaurées, sont aujourd'hui visibles au bord du lac.